# (34022) 2000 OY23
2000 OY23 (asteroide 34022) é um asteroide da cintura principal. Possui uma excentricidade de 0.29471150 e uma inclinação de 2.06565º.
Este asteroide foi descoberto no dia 23 de julho de 2000 por LINEAR em Socorro.